# Parc Central de València
El Parc Central de València és un espai verd situat al centre de la ciutat de València, al sud de l'Estació del Nord i vora el barri de Russafa. El 2018 es va inaugurar el 40% del parc, mentre que la segona meitat està a l'espera del soterrament de les vies del tren per part del govern espanyol.
El parc va obrir el 17 de desembre de 2018, 30 anys després de l'inici del projecte. El disseny del projecte del Parc Central és obra de la paisatgista Kathryn Gustafson i l'encarregat de la construcció és la societat Parc Central (formada pel Ministeri de Foment, Generalitat Valenciana i l'Ajuntament de València).

## Història
El 1988 es va parlar per primera vegada del projecte. A la dècada del 1980 va ser inclòs al PGOU per la demanda dels veïns.
El 2003 se signà un conveni per part del Ministeri de Foment en el que estimava el cost de les infraestructures ferroviàries en 800 milions d'euros, cosa que el 2018 es va provar com insuficient. A l'abril de 2003 es creà la societat Valencia Parque Central Alta Velocidad (entitat pública que és 50% del Ministeri de Foment, un 25% de la Generalitat Valenciana i l'altre 25% de l'Ajuntament de València).
Les obres van iniciar-se entre 2015 i 2017, però van patir una sèrie d'ajornaments: el primer va ser per la troballa de restes d'hidrocarburs al subsòl d'algunes parcel·les destinades a les instal·lacions ferroviàries, al març de 2018 per problemes de subministrament i qualitat del paviment per a fonts i canals (fins al 31 de juliol) i al juliol del mateix any demanaren un altre ajornament per a setembre.
Al febrer de 2018 sorgí una plataforma ciutadana, Salvem el Parc Central, que denunciava la construcció de 1.000 vivendes de luxe, comerços, hotels i altos gratacels sobre una potent subestació elèctrica, així com l'arrancada d'arbres centenaris. Al novembre de 2018 l'Ajuntament aprovà en el pressupost municipal per al 2019 una partida per al Parc.
El 17 de desembre de 2018 es va inaugurar el 40% del total del parc. El mateix dia el Ministeri de Foment anuncià un conveni per a desenvolupar la construcció de les infraestructures ferroviàries i soterrar (construir un túnel) les vies que divideixen actualment el centre de la ciutat.

## Característiques

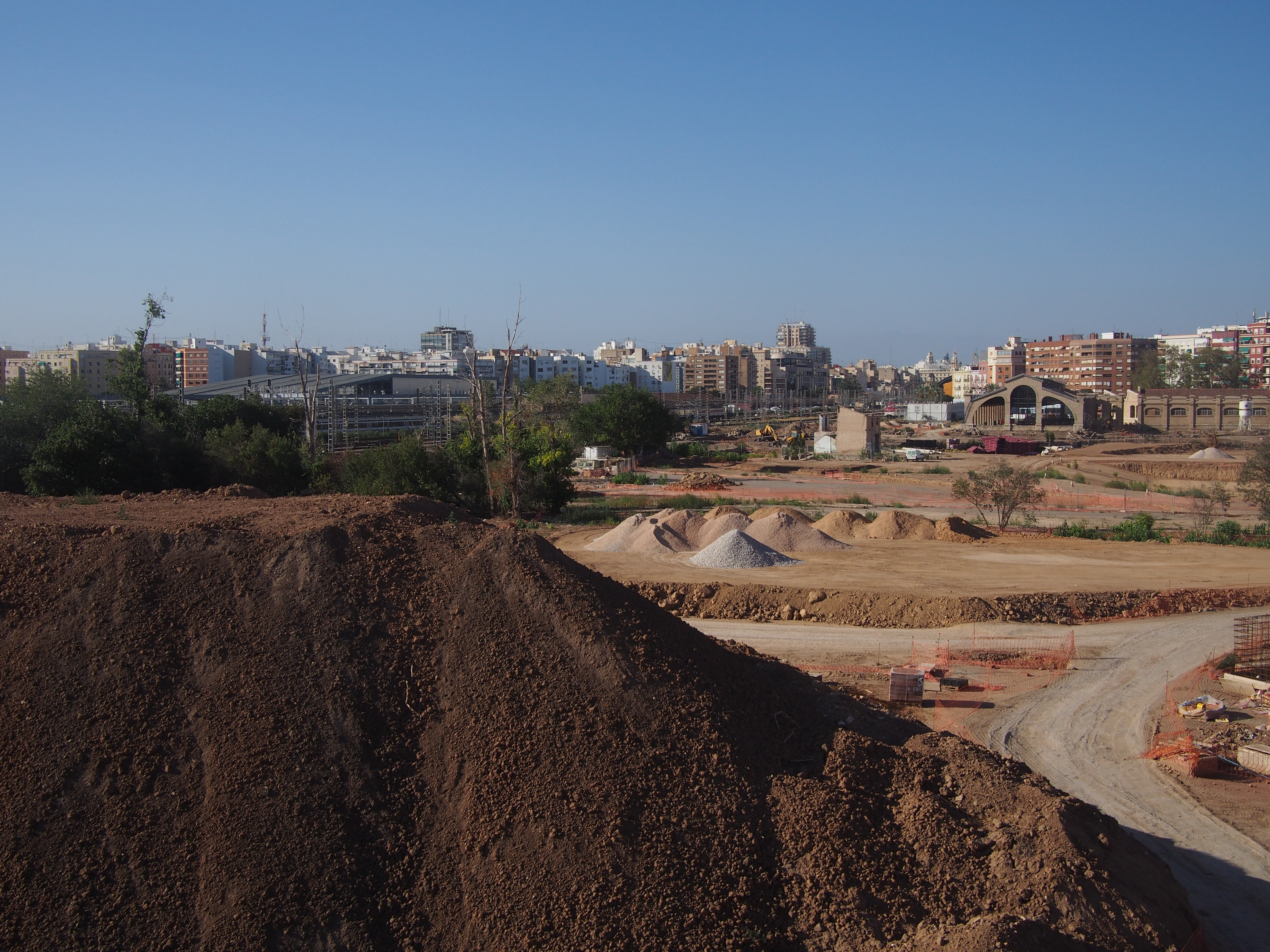
Obres del Parc Central de València des del pont de Giorgeta en agost de 2016

L'espai consisteix en 230.000 m² que segueixen en el seu disseny original la cerca de l'aigua, la llum i el verd de manera sostenible.
El formen un conjunt de passejos organitzats en xarxa que connecten amb els carrers contingus en sentit nord-sud i est-oest.

El jardí té dissenyats unes divisions pensades per recollir aigua de les precipitacions per carregar els aqüífers.
Tindrà una zona per a jocs (Jardí per als Xiquets), una zona per a mascotes (prop del pont de Giorgeta) i un rocòdrom de 4,5 metres. Compta amb quatre naus ferroviàries situades a la Plaça de les Arts:
- Nau 1: destinada a la Fundació Esportiva Municipal.
- Nau 2: destinada a ser la seu de la Universitat Popular.
- Nau 3: tindrà usos culturals.
- Nau 4: tindrà usos socials municipals.

També hi ha uns molls de càrrega buits amb ús encara debatut.

### Infraestructures ferroviàries
La infraestructura ferroviària pretén, en paraules del Ministre de Foment de desembre del 2018, formar part del Corredor Mediterrani.
Així, es preveu la construcció d'una nova estació ferroviària que albergue vies per a AVE, llarga i mitja distància i Rodalies, que substituiria l'Estació del Nord i l'Estació de Joaquim Sorolla.